# Chromatine

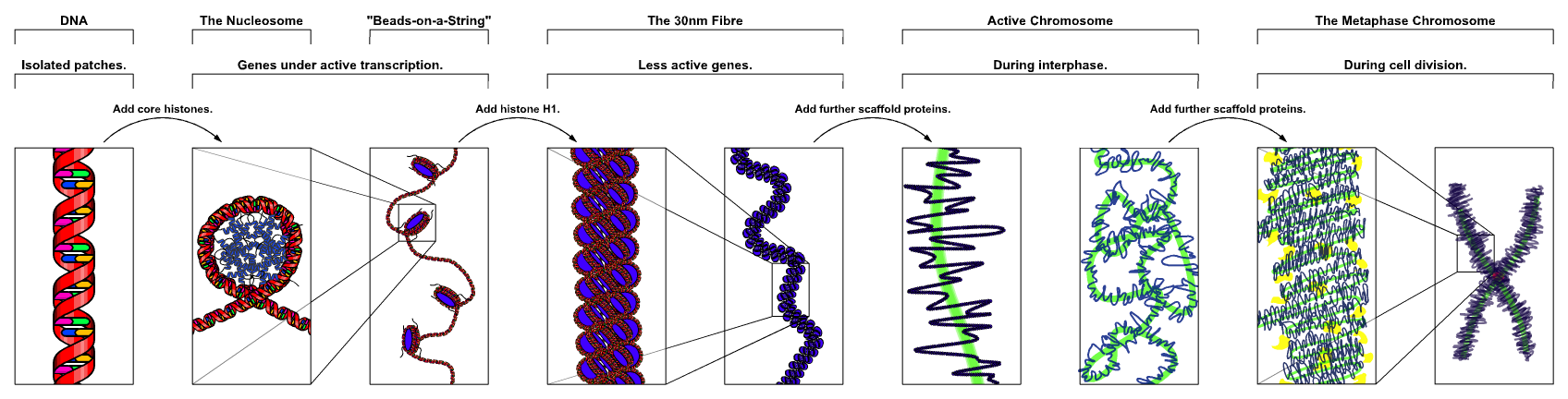
Verschillende ordes van compactheid van DNA en chromatine. het DNA, het nucleosoom, de nucleosomen gescheiden als een kralensnoer, twee afbeeldingen van de 30 nm chromatinevezel. Vervolgens het chromosoom in de interfase en in de metafase, de meest compacte vorm van chromatine.

Chromatine is het complex van DNA en eiwitten in de celkern van eukaryotische cellen.  Naargelang de strakheid waarmee het DNA om de andere eiwitten heen gevouwen zit, onderscheiden we euchromatine en heterochromatine.
Het chromatine bestaat uit een reeks nucleosomen. Deze bestaan ieder uit acht histonen met daaromheen gewikkeld een DNA-keten van circa 147 baseparen (zie afbeelding hiernaast). De drie functies van chromatine zijn het compact maken van het DNA zodat het in de celkern past, het verstevigen van DNA tijdens mitose en meiose, en het helpen bij regulatie van de expressie van genen.
De naam chromatine komt van de donkere kleur die het krijgt bij lichtmicroscopie na kleuring van het monster, en betekent letterlijk gekleurd materiaal.
In de meeste eukaryotische cellen komen deze opeenvolgende niveaus van compactheid van chromatine voor:
1. Nucleosomen met daaromheen DNA, gescheiden door stukken los DNA - zoals een kralensnoer.
2. De 30 nm vezel waarin de nucleosomen veel dichter bij elkaar komen en regelmatig gestapeld zijn
3. Hogere orde compactheid die uiteindelijk leidt tot gecondenseerde chromosomen, de meest compacte vorm.

Euchromatine is minder compact en de meeste actieve genen bevinden zich daar. Heterochromatine is veel compacter en is voornamelijk inactief. Een goed voorbeeld hiervan zijn de chromatiden van een chromosoom. De grenzen van euchromatine en heterochromatine liggen niet geheel vast, en kunnen gedurende de ontwikkeling van een organisme verschuiven.
Het inactiveren van delen van het DNA leidt ertoe dat er verschillende soorten van celtypes kunnen ontstaan en dus verschillende types van weefsels.